# Sint-Martinuskerk (Onkerzele)

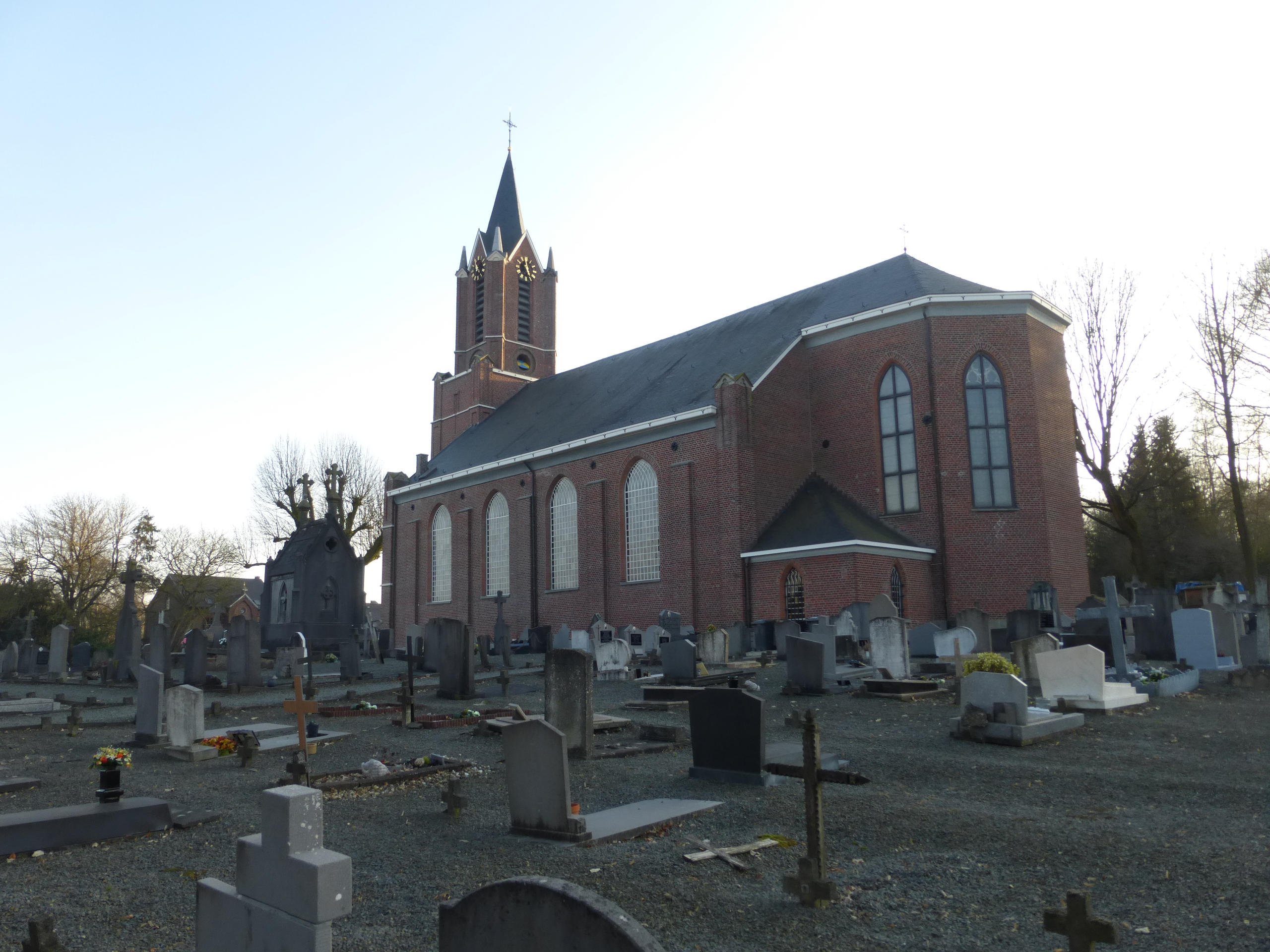
Sint-Martinuskerk

De Sint-Martinuskerk is de parochiekerk van de tot de Oost-Vlaamse gemeente Geraardsbergen behorende plaats Onkerzele, gelegen aan de Onkerzelestraat.

## Geschiedenis
De eerste vermelding van een kerkgebouw te Onkerzele dateert van 1149. Deze stond op de hoek van de Onkerzelestraat en de Kampstraat. In 1776 werd al vermeld dat deze kerk in vervallen staat verkeerde. Men had het voornemen om een nieuwe kerk te bouwen maar de plannen werden vertraagd door de Franse Revolutie.
Pas in 1842 werd met de bouw van de nieuwe kerk begonnen. In 1847 werd de nieuwe kerk ingezegend.
De kerk werd gebouwd van goedkope materialen, deels afkomstig van de voorgaande kerk. Vanaf 2010 vonden restauratiewerkzaamheden plaats. In 2023 werden ook de binnenrestauratiewerkzaamheden afgesloten. De kerk kreeg de bestemming van ontmoetingsplaats en fietsmuseum.

## Gebouw
Het betreft een vroeg-neogotische pseudobasiliek met driezijdig afgesloten, naar het noordwesten georiënteerd koor. De bakstenen kerk heeft een voorgebouwde toren.
De kerk wordt omringd door een kerkhof waarop zich onder meer een neogotische kapel bevindt die op de plaats van de voormalige kerk werd gebouwd.

## Interieur
De kerk bezit twee barokke zijaltaren van 1694. Het orgel, van 1854, werd vervaardigd door Leo Lovaert.